# Андріанджаканаваналунамандімбі
Андріанджаканаваналунамандімбі (*д/н — бл. 1733) — 1-й мпанзака (володар) Імерина-Імеринацимо у 1710—1733 роках.

## Життєпис
Син Андріамасінавалуни, мпанзаки Імерини, від його третьої дружини Рамананімерини. Замолоду отримав в управління область Південна Імерина (Імеринацимо) з містами Антананаріву, Аласора, Амбохітрандріаманіра, Антсахадінта та Іватобе. Одружився зі своєю стрийною Ранавалонманамонітаною.
Під час полону батька у зведеного брата Андріантомпунімерини набув фактичної незалежності. Тому, коли батько повернувся визнавав його лише номінально, залишивши Антананаріву. Після смерті Андріамасінавалуни близько 1710 року став незалежним правителем, разом з братами прийняв титул мпанзаки. Переніс столицю своєї держави до Антананаріву.
Успішно протистояв братам у спробі загарбати свої землі. Разом з тим не досяг своєї мети об'єднати батьківські володіння в єдину державу. Помер близько 1733 року (за іншими відомостями 1727 року). Йому спадкував син Андріампунімерина.